# سرپاور پرنده ژاپنی
سرپاور پرنده ژاپنی(نام علمی: Todarodes pacificus) نام یک گونه از تیره سرپاور پرنده است.